# Байда, Мария Карповна

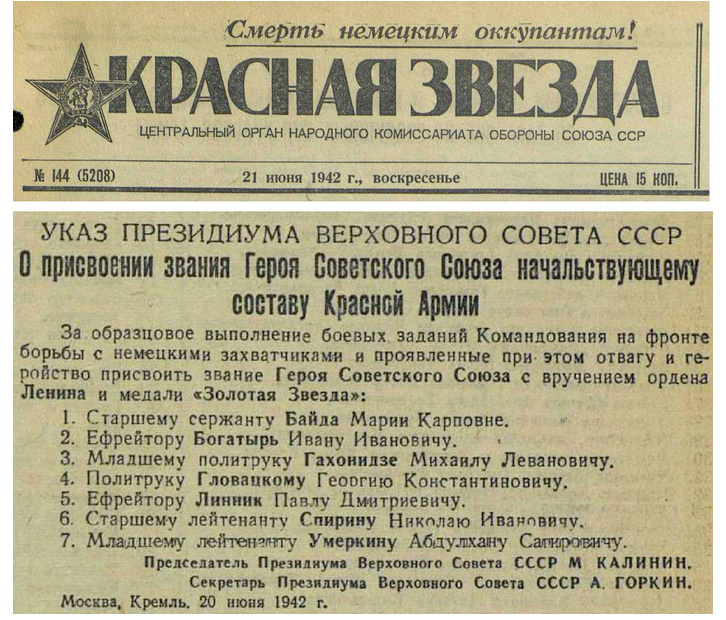
Указ о присвоении звания Героя Советского Союза от 20 июня 1942 года.

Мари́я Ка́рповна Ба́йда (1 февраля 1922 — 30 августа 2002) — советская разведчица, санинструктор, участница Великой Отечественной войны, Герой Советского Союза (1942), старший сержант РККА.
С началом Великой Отечественной войны окончила курсы медицинских сестёр, участница обороны Севастополя. Особенно отличилась 7 июня 1942 года, будучи санитарным инструктором 514 стрелкового полка. В одном из боёв за Севастополь уничтожила из автомата 15 немецких солдат и одного офицера, в рукопашной убив ещё четверых прикладом, сумела захватить пулемет и автоматы и спасла советского командира и 8 бойцов. За подвиг военный совет Приморской армии возбудил ходатайство о присвоении звания Героя Советского Союза. В июле 1942 года тяжело раненой попала в плен, прошла ряд немецких концлагерей, освобождена американскими войсками 8 мая 1945 года.
После войны была демобилизована, работала заведующей отделом ЗАГС Севастопольского горисполкома. За 28 лет работы она дала напутствия и вручила свидетельства о регистрации браков примерно 60 тыс. молодых пар, зарегистрировала более 70 000 новорожденных. Неоднократно избиралась депутатом городского совета.

## Биография

### Ранние годы
Родилась 1 февраля 1922 года в селе Новый Чуваш (с 1948 года — село Новосельское) Красноперекопского района Крымской АССР, РСФСР, в крестьянской семье. Русская. В 1936 году окончила неполную среднюю школу № 1 в городе Джанкой.
Работала в совхозе, в больнице, затем в кооперативе села Воинка Красноперекопского района Крыма.

### Оборона Севастополя
В Красной Армии с 1941 года. С первых дней Великой Отечественной войны Мария добровольно вступила в истребительный батальон. Окончила курсы медицинских сестёр. Когда советские войска отошли к Севастополю, истребительный батальон влился в регулярные армейские части.
С сентября 1941 года М. К. Байда — санитарка, затем санинструктор 514-го стрелкового полка 172-й стрелковой дивизии Приморской армии Северо-Кавказского фронта, участница обороны Севастополя. За время боёв вынесла из-под огня и спасла жизнь десяткам бойцов и командиров Красной Армии.
После попытки штурма Севастополя немецкими войсками в декабре 1941 года старший сержант М. К. Байда попросила перевести её в разведку. По воспоминаниям М. К. Байды, пойти в разведку её побудила не романтика, а ненависть к врагу: «Я видела столько крови и страданий, что просто у меня окаменело сердце. Не могла забыть разрушенные хаты, убитых детей, стариков и женщин. На поле боя на моих глазах гибли люди. Умирали молодые, в расцвете сил — им бы ещё жить да жить, трудиться для счастья! Вот и пришло решение уйти с медицинской работы в строй. Сила и ловкость у меня были. Стрелять я умела, правда, не так, как Людмила Павличенко. Могла двигаться незаметно и бесшумно, свободно ориентироваться по местности — ведь нередко, разыскивая раненых, приходилось ползать по „ничейной“ полосе, в нескольких десятках метров от немецких окопов…»
Старший сержант М. К. Байда ходила в тыл врага, добывала «языков», доставляла командованию сведения о противнике. По воспоминаниям М. К. Байды, в одном из эпизодов она захватила в плен немецкого обер-ефрейтора, и ей пришлось тащить его на себе. Кроме своего большого телосложения, он всячески сопротивлялся по дороге, даже несмотря на то, что руки у него были связаны. В результате возникшей заминки, разведгруппа задержалась и попала под обстрел: один разведчик погиб, а другой был ранен. За нарушение дисциплины М. К. Байда была наказана тремя сутками гауптвахты, однако полностью отбыть наказание ей не довелось. Уже через два часа она была вызвана в штаб для допроса пленного, который отказывался отвечать на вопросы. После того как он узнал Марию, которая взяла его в плен, он сильно разволновался и в итоге стал более разговорчивым. За «языка», который дал ценные сведения о системе обороны противника, командир объявил всей разведгруппе благодарность.
В схватке с врагом из автомата уничтожила 15 солдат и одного офицера, четырех солдат убила прикладом, отбила у немцев командира и восемь бойцов, захватила пулемет и автоматы противника.
В ночь с 7 июня 1942 года, в составе группы из четырёх разведчиков она всю ночь пролежала в боевом охранении, а рано утром противник после авиационной и артиллерийской подготовки перешёл в атаку — немецкие войска начали третий штурм Севастополя. Старший сержант М. К. Байда, старшина 2-й статьи Михаил Мосенко и два бойца вступили в бой, попав в окружение. Весь день они держали оборону, Мария отстреливалась из автомата, даже несмотря на осколочное ранение гранатой в правую руку и лицо. Нередко дело доходило до рукопашных схваток. А когда стемнело, группа скрытно вышла к своей части. Пробыв в госпитале несколько дней, она настояла, чтобы её выписали, заявив врачам: «В бою заживёт, а здесь мне скучно».

## Описание подвига Марии Карповны Байда
7 июня 1942 года немцы предприняли очередной штурм Севастополя. Рота разведчиков, в составе которой воевала Мария Байда, держала оборону в районе Мекензиевых гор. Несмотря на многочисленное превосходство, гитлеровцы не могли сломить отчаянное сопротивление советских солдат.
Мария находилась в самом эпицентре «боевого ада», но проявила себя, как смелый, порой даже сверх-отчаянный боец — когда в автомате заканчивались патроны, девушка бесстрашно перемахивала через бруствер, возвращаясь с трофейными автоматами и магазинами к ним. Во время одной из таких вылазок недалеко от неё разорвалась немецкая граната — контуженная и раненная в голову девушка потеряла сознание.
Байда пришла в себя ближе к вечеру — уже темнело. Как впоследствии оказалось, немцы прорвали оборону правее позиций разведчиков и зашли им в тыл. Из всей роты в живых остался один командир и полтора десятка бойцов — раненные они были взяты немцами в плен.
Быстро оценив обстановку (в окопах разведчиков было не более 20 гитлеровцев и все они находились в одном месте — недалеко от пленных), Мария приняла решение атаковать. Благодаря внезапности и правильной реакции пленных разведчиков, которые в свою очередь напали на немцев, как только Мария открыла огонь по врагу из автомата, все немцы были уничтожены.
Прекрасно зная схему минных полей, под прикрытием темноты Мария Байда вывела раненых бойцов к своим.

## Награждение
Указом Президиума Верховного Совета СССР «О присвоении звания Героя Советского Союза начальствующему составу Красной Армии» от 20 июня 1942 года за «образцовое выполнение боевых заданий командования на фронте борьбы с немецкими захватчиками и проявленные при этом отвагу и геройство» удостоена звания Героя Советского Союза с вручением ордена Ленина и медали «Золотая Звезда» (№ 6183).
Вскоре, в одном из боёв она опять была ранена в голову, также и другие раны стали кровоточить, поднялась температура. Была направлена в госпиталь, в Инкерманские штольни, где на госпитальной койке и узнала о присвоении ей звания Героя Советского Союза.

### Плен
12 июля 1942 года тяжело раненой попала в плен. Попав в плен, держалась мужественно и стойко. Прошла концлагеря «Славут», «Равенсбрюк». Освобождена из гестапо американскими войсками 8 мая 1945 года.

### Послевоенные годы
После войны была демобилизована. В 1946 году вернулась в Крым. С 1961 года постоянно проживала в Севастополе. Член ВКП(б)/КПСС с 1951 года.
С 1961 по 1986 год работала заведующей Центральным отделом ЗАГС Севастопольского горисполкома, за 25 лет работы она дала напутствия и вручила свидетельства о регистрации браков примерно 60 000 молодых пар, зарегистрировала более 70 000 новорожденных. Неоднократно избиралась депутатом городского совета.
Умерла 30 августа 2002 года в Севастополе. Похоронена на Кладбище коммунаров.

## Награды и звания
Советские государственные награды и звания:
- Герой Советского Союза (20 июня 1942)
- орден Ленина (20 июня 1942)
- орден Отечественной войны I степени (6 апреля 1985)
- Орден Богдана Хмельницкого III степени (1999)[6]
- медали
- Почётный гражданин города Севастополь (1976).
- Почётный крымчанин (2000)[1].
- Почётная грамота Президиума Верховной Рады Автономной Республики Крым (2001)[7].
- Почётная грамота Президиума Верховной Рады Автономной Республики Крым (1999)[8].

## Память
В 2003 году на здании ЗАГС Ленинского района Севастополя (улица Очаковцев, дом № 2), в котором работала М. К. Байда, установлена мемориальная доска (скульптор В. Е. Суханов). 20 сентября 2005 года детскому парку в районе улицы Одесской города Севастополя был присвоено название «Комсомольский парк имени Героя Советского Союза Марии Байды».

Могила на кладбище коммунаров в Севастополе
Аннотационный знак в парке имени Героя Советского Союза Марии Байды, Севастополь